# Piscuautla
Piscuautla är en ort i Mexiko.   Den ligger i kommunen Ajalpan och delstaten Puebla, i den sydöstra delen av landet, 240 km sydost om huvudstaden Mexico City. Piscuautla ligger 2 468 meter över havet och antalet invånare är 293.
Terrängen runt Piscuautla är lite bergig. Runt Piscuautla är det ganska tätbefolkat, med 116 invånare per kvadratkilometer. Närmaste större samhälle är Ajalpan, 16,9 km väster om Piscuautla. Omgivningarna runt Piscuautla är en mosaik av jordbruksmark och naturlig växtlighet.